# 88297 Huikilolani
88297 Huikilolani è un asteroide della fascia principale. Scoperto nel 2001, presenta un'orbita caratterizzata da un semiasse maggiore pari a 2,1667123 UA e da un'eccentricità di 0,1611715, inclinata di 4,24584° rispetto all'eclittica.
L'asteroide è dedicato al motto Hui Kilolani dell'Associazione astronomica hawaiiana.